# Brian McGuire
Brian Anthony Joseph McGuire (East Melbourne, 13 dicembre 1945 – Brands Hatch, 29 agosto 1977) è stato un pilota automobilistico australiano, che perì nel corso delle prove di una gara di Formula Shellsport. Tentò la strada della Formula 1, come costruttore.

## Carriera

### Gli inizi
McGuire si trasferì dalla natia Australia nel Regno Unito nel 1966, assieme al suo amico, e futuro campione del mondo di F1, Alan Jones, creando anche un'impresa nel campo della compravendita di motori. Nel 1969 acquistò una vettura di Formula Ford della Merlyn, con cui ottenne la sua prima vittoria.
Passò alla F3 inglese, nel 1971, fondando la Australian International Racing Organisation, assieme a Allan McCully e Alan Jones, team che utilizzava vetture prodotte dalla Brabham.

### La F.5000 e la F. Shellsport
Dopo un periodo sabbatico, in cui si concentrò sulle sue attività commerciali, rientrò alle gare nel 1974, con la Formula 5000. Dopo una stagione deludente, nel 1975, utilizzando un telaio Lola, divenne più competitivo. Per il 1976 passò alla Formula Shellsport, categoria in cui gareggiavano vetture di Formula 5000 e Formula 1; per competere nel campionato acquistò una Williams FW04, monoposto di Formula 1. Chiuse all'ottavo posto la graduatoria, cogliendo una vittoria, sul Circuito di Thruxton (condita da pole position e giro veloce), e un terzo posto, in una gara disputata a Brands Hatch. La vittoria di Thruxton rappresentò anche la prima vittoria per una vettura Williams di Formula 1, anche se impegnata in un campionato diverso dal mondiale di F1.
L'anno successivo proseguì l'impegno nella categoria, giungendo anche in una gara, a Oulton Park, quinto.

### La Formula 1
Il primo tentativo di partecipare al Campionato mondiale di Formula 1 fu nel Gran Premio di Gran Bretagna 1976, quando iscrisse una Williams FW04 privata quale riserva della gara. Non mancando nessuno degli iscritti titolari non poté prendere parte alle qualifiche.
L'anno seguente s'iscrisse nuovamente al Gran Premio di Gran Bretagna, questa volta al volante della McGuire BM1, di fatto una Williams FW04, modificata dall'australiano. Costretto alle prequalifiche, ottenne il tredicesimo tempo, su quattordici partecipanti, chiudendo a quasi 4 secondi da Brian Henton, quinto e primo degli ammessi alle qualifiche (anche se poi vennero ripescati altri tre piloti, classificatisi dietro a Henton).

### L'incidente mortale
Circa un mese dopo il pilota australiano perì in un incidente, nel corso delle prove dell'undicesima gara valida per il Campionato di Formula Shellsport, presso il Circuito di Brands Hatch. Nell'incidente morì anche un commissario di pista. La vettura, approcciando la curva  Surtees, ebbe un guasto all'impianto dei freni, terminando la sua corsa contro una postazione dei commissari.